# ハイナー・ラウターバッハ
ハイナー・ラウターバッハ（Heiner Lauterbach、1953年4月10日 - ）は、ドイツの俳優。
ハイナー・ローターバッハ、ヘイナー・ロウターバッハとも表記される。

## 主な出演作品
- 女子学生(秘)レポートNo.9/ヘビーSEX'76 Schulmädchen-Report 9: Reifeprüfung vor dem Abitur (1975) ※ビデオタイトル『スキャンドールの挑発』
- メン Männer (1985)
- パラダイス Paradies (1986)
- クローンゲーム Bodo - Eine ganz normale Familie (1989) ※日本劇場未公開、ビデオスルー
- ふたりのロッテ Charlie & Louise - Das doppelte Lottchen (1994)
- 悦楽晩餐会/または誰と寝るかという重要な問題 Rossini (1997)
- カスケーダー Cascadeur (1998)
- es［エス］ Das Experiment (2001) ※声の出演のみ
- ストーム・シティ Die Sturmflut (2006) ※テレビ映画
- ドレスデン、運命の日 Dresden (2006) ※ビデオタイトル『ドレスデン -運命の日-』
- シップ・オブ・ノーリターン 〜グストロフ号の悲劇〜 Die Gustloff (2008) ※テレビ映画
- アルティメイタム Das Papstattentat (2008) ※テレビ映画
- VOLCANO ボルケーノ Vulkan (2009) ※テレビ映画
- ヒンデンブルグ 第三帝国の陰謀 Hindenburg: The Last Flight (2011) ※テレビミニシリーズ
- ガーディアン Schutzengel (2012) ※日本劇場未公開
- キッズレーサー 魔法のメダルと秘密のサーキット V8 - Du willst der Beste sein (2013) ※日本劇場未公開
- スターリングラード 史上最大の市街戦 Stalingrad (2013) ※日本劇場未公開
- はじめてのおもてなし Willkommen bei den Hartmanns (2016)
- コリーニ事件 Der Fall Collini (2019)